# Березово (Теньгушевський район)
Бере́зово (рос. Берёзово, ерз. Березово) — селище у складі Теньгушевського району Мордовії, Росія. Входить до складу Теньгушевського сільського поселення.
Населення — 27 осіб (2010; 43 у 2002).
Національний склад (станом на 2002 рік):
- росіяни — 100 %